# Vassilis Triandafyllidis
Vassilis Triandafyllidis (griechisch Βασίλης Τριανταφυλλίδης, * 7. Mai 1940 in Kalamaria; † 21. Mai 2018) war ein griechischer Komiker, Moderator, Kabarettist, Schauspieler und Sänger, der in Griechenland unter seinem Künstlernamen Harry Klynn (Χάρρυ Κλυνν) bekannt wurde.

## Leben
1958 zog er nach Athen und begann ab den 1960er Jahren beim Film und in Theatern zu arbeiten. 1964 emigrierte er in die USA, wo er als Stand-up Comedian tätig wurde, bis er 1974 nach Griechenland zurückkehrte. Dort trat er in diversen Lokalen der Plaka auf, sein Durchbruch gelang ihm allerdings erst mit der Veröffentlichung von Aufnahmen. Seine erste LP war “Gia Desimo” (in etwa "zum Fesseln") bei Columbia Records, es folgten 15 weitere. Triantafyllidis gehörte zu den wichtigsten Komikern der 1980er und frühen 1990er Jahre in Griechenland. Er trat bis zu seinem Tod gelegentlich in Theaterstücken auf. In seinen Sketchen fanden sich häufig biografische Züge, so bekannte er sich (ironisch) dazu, Anhänger des Fußball-Zweitligisten Apollon Kalamarias zu sein, dessen Direktor er war, oder er spielte den Auslandsgriechen.